# سارة بلاكوود
سارة بلاكوود (Sarah Blackwood) من مواليد 6 مايو 1971.هي مغنية و منتجة أغاني إنجليزية تعرف بكونها المغنية الرئيسية في فرقة الروك (بالإنجليزية: Dubstar)‏.

## روابط خارجية
- سارة بلاكوود على موقع ميوزك برينز (الإنجليزية)
- سارة بلاكوود على موقع ديسكوغز (الإنجليزية)